# Eupsilia brunneor-rufomaculata
Eupsilia brunneor-rufomaculata là một loài bướm đêm trong họ Noctuidae.